# Grangea
Grangea es un género de plantas con flores perteneciente a la familia de las asteráceas. Comprende 34 especies descritas y solo 8 aceptadas.

## Taxonomía
El género fue descrito por Michel Adanson y publicado en  Familles des Plantes 2: 121, 563. 1763.

## Especies
A continuación se brinda un listado de las especies del género Grangea aceptadas hasta junio de 2011, ordenadas alfabéticamente. Para cada una se indica el nombre binomial seguido del autor, abreviado según las convenciones y usos.
- Grangea anthemoides O.Hoffm.
- Grangea ceruanoides Cass.
- Grangea gossypina (Baker) Fayed
- Grangea jeffreyana Fayed
- Grangea lyrata (DC.) Fayed
- Grangea madagascariensis Vatke
- Grangea maderaspatana (L.) Desf.
- Grangea zambesiaca Fayed